# Processo zombie
Em sistemas operativos Unix um processo zombie é um processo que já foi completamente executado mas ainda se encontra na tabela de processos do sistema operativo, permitindo o processo que o criou ler o seu valor de saída.
Quando um processo termina, a memória a ele associada é libertada, no entanto a informação sobre esse processo continua disponível, embora ele já não exista.  Normalmente os processos zombie não duram muito tempo já que o sinal SIGCHLD é emitido quando ele entra nesse estado, possibilitando ao processo pai saber quando isso acontece para ler as informações necessárias.